# Asura phaeobasis
Asura phaeobasis là một loài bướm đêm thuộc phân họ Arctiinae, họ Erebidae.